# Pistolet à mastic
Pour les articles homonymes, voir Pistolet.

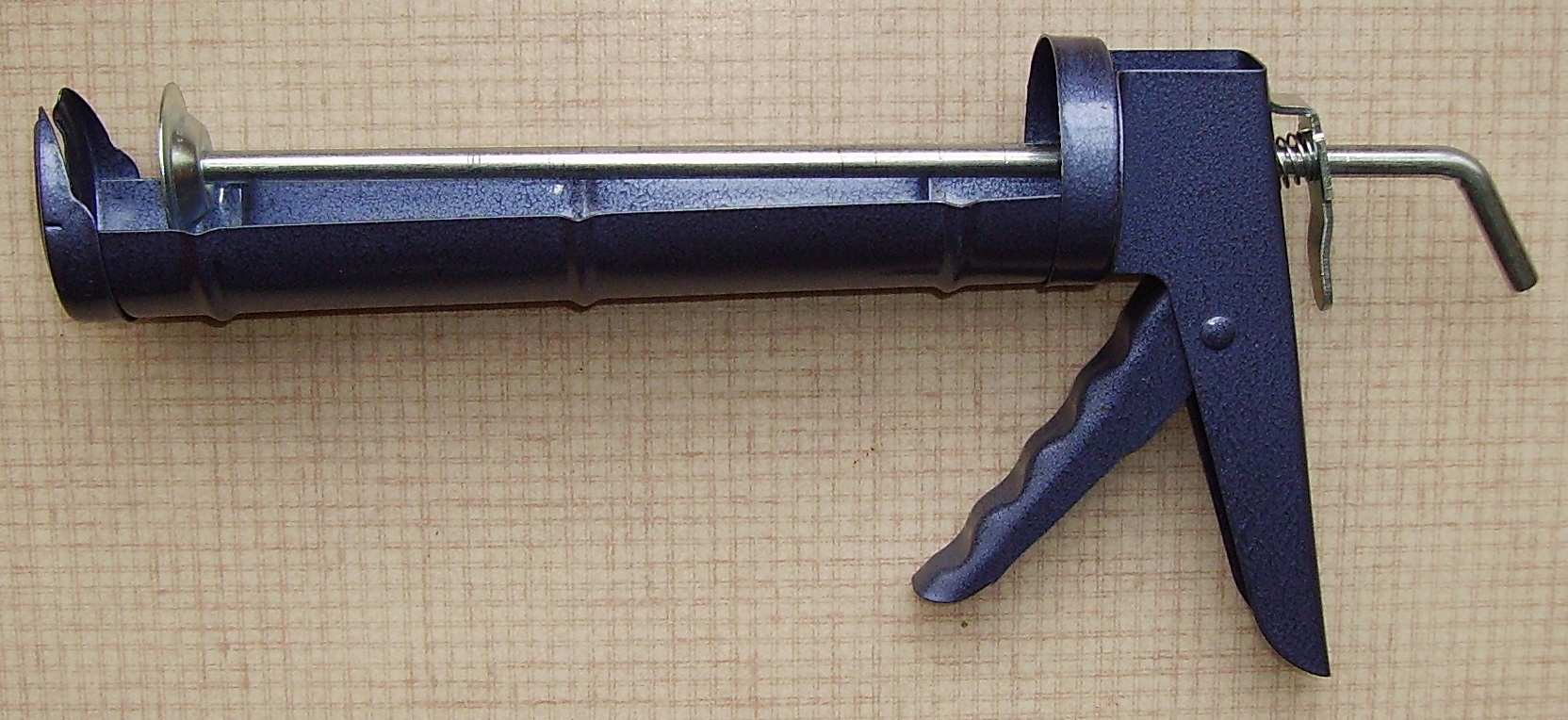
Pistolet à mastic à faible taux de démultiplication

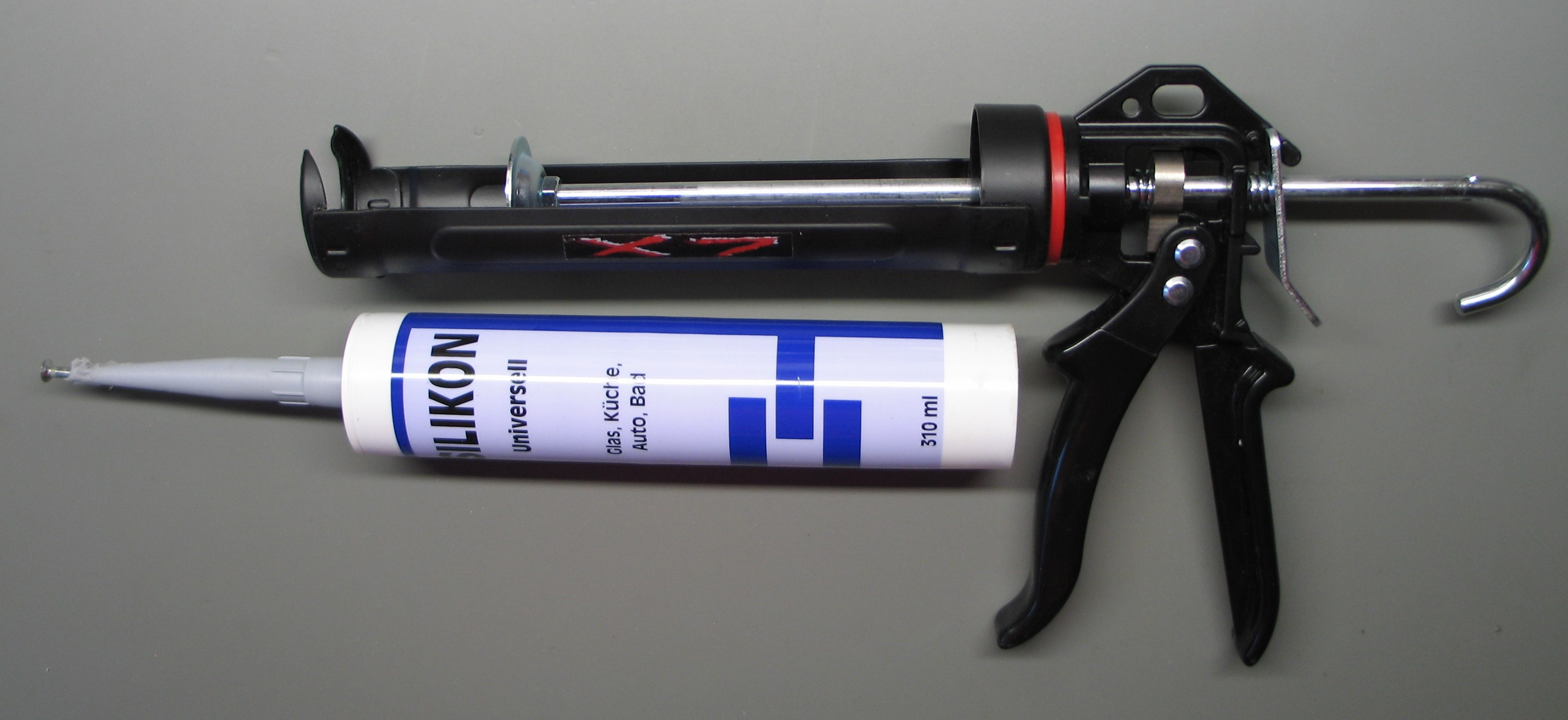
Pistolet à mastic à taux de démultiplication élevé et construction résistante

Un pistolet à mastic ou pistolet à silicone est un outil utilisé en plomberie ou en installation sanitaire servant à réaliser, au moyen d'une cartouche, l'étanchéité par des joints en mastic ou la fixation par de l'adhésif.
Le taux de démultiplication des pistolets manuels varie de 7:1 à 25:1. Un pistolet à taux de démultiplication élevé et de construction résistante est obligatoire pour les cartouches de produits à viscosité élevée (comme le scellement chimique). Les taux de démultiplication peuvent être comparés en comptant les nombres d'appuis de la gâchette nécessaires pour faire voyager les pistons du début jusqu'à la fin. Le bras de levier de la gâchette doit également être pris en compte.
Il existe aussi des pistolets à air comprimé utilisés si la matière à appliquer est trop froide ou visqueuse.
Les cartouches classiques ont une contenance d'environ 300 ml.
La transmission du mouvement au piston se fait par arc-boutement.